# Провинция Пенсилвания
Провинция Пенсилвания, известна още като колония в Пенсилвания (на английски: Province of Pennsylvania), е северноамериканска частна колония (Proprietary colony) дадена на Уилям Пен през 1681 г. от Чарлз II, крал на Англия. Колонията е създадена като колония на квакерите и е една от тринадесетте американски колонии, разбунтували се срещу британската корона. Когато Съединените щати се основават, колонията става щат Пенсилвания.